# Torgau

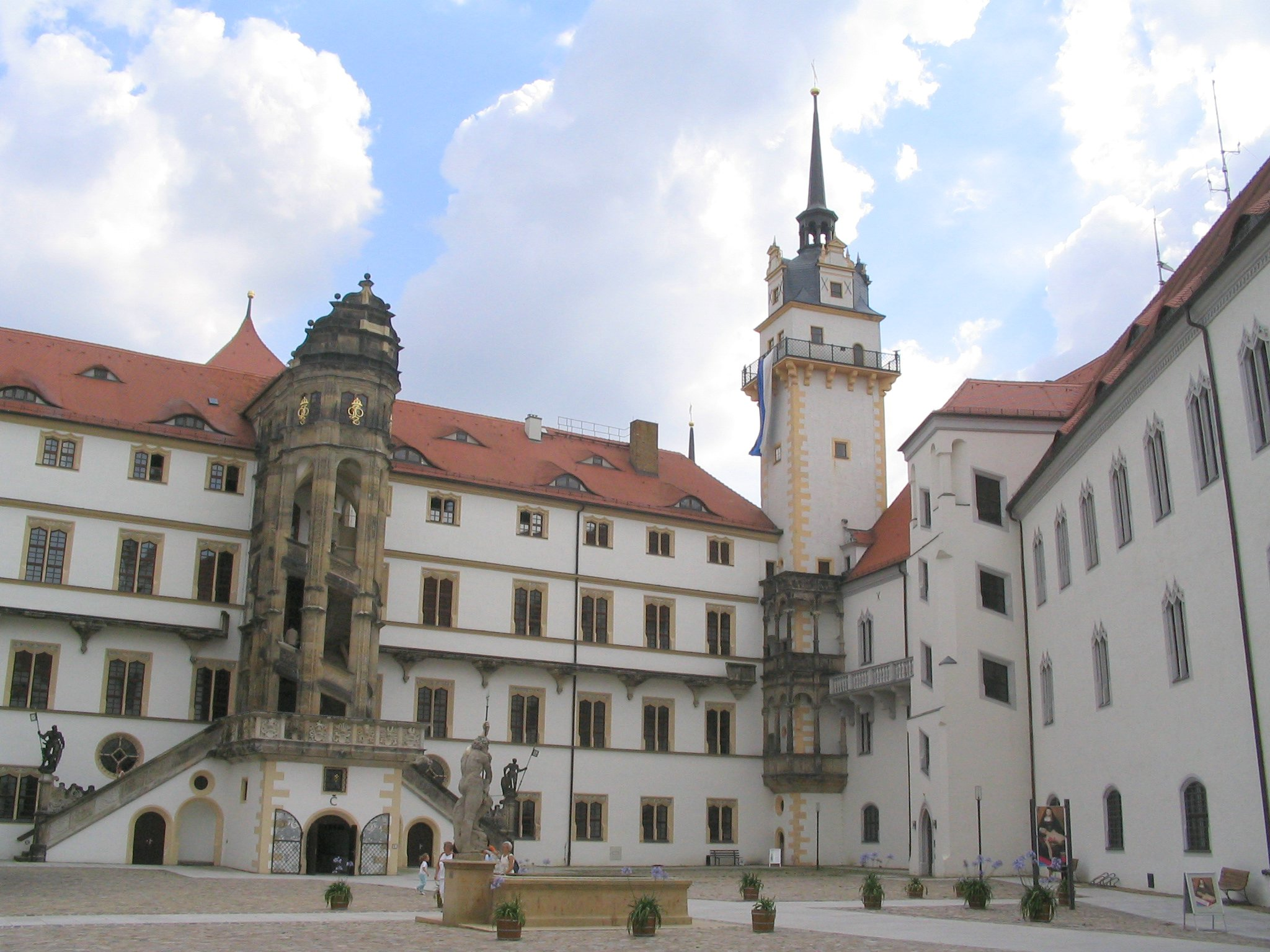
Palácio Hartenfels.

Torgau é uma cidade da Alemanha junto ao Elba, no noroeste do Estado federado da Saxónia.

## História
Torgau é conhecida por ter sido aí que no final da Segunda Guerra Mundial o Exército dos Estados Unidos se encontrou pela primeira vez com o exército da União Soviética durante a invasão da Alemanha, em 25 de abril de 1945. Com o final da guerra, Torgau passou a formar parte da República Democrática Alemã (RDA).
É nesta cidade que se encontra enterrada Catarina de Bora, esposa de Martinho Lutero.

## Economia
Com a reunificação alemã de 1990, a região onde se encontra a cidade tem vivido uma progressão económica e a situação melhorou globalmente. Porém, ostenta um dos níveis de riqueza mais baixos do país apesar das constantes subsídios do governo federal e da União Europeia.